# Walter Christaller
Walter Christaller (ur. 1893, zm. 1969) – niemiecki geograf, autor teorii ośrodków centralnych (po raz pierwszy opublikowanej w 1933 r.).
Podczas II wojny światowej brał udział w opracowaniu Generalnego Planu Wschodniego dla NSDAP, zajmując się m.in. optymalnym rozmieszczeniem ośrodków administracyjnych na podbitych terenach polskich (mapa opracowania Christallera z 1941). 
Po wojnie – aktywista Partii Komunistycznej. Był autorem prac z zakresu geografii osadnictwa, geografii ekonomicznej i geografii turyzmu.